# Ashmeadiella biscopula
Ashmeadiella biscopula is een vliesvleugelig insect uit de familie Megachilidae. De wetenschappelijke naam van de soort is voor het eerst geldig gepubliceerd in 1939 door Michener.